# لی مو جین
لی مو جین (کره‌ای: 이무진؛ زادهٔ ۲۸ دسامبر ۲۰۰۰) خواننده-ترانه‌پرداز اهل کره جنوبی است.
تک‌آهنگ «چراغ راهنمایی» که در سال ۲۰۲۱ منتشر شد، به مدت سه هفته در جایگاه اول جدول دیجیتال گائون قرار گرفت.

## زندگی شخصی
لی مو جین زادهٔ گویانگ، استان گیونگ‌گی، کره جنوبی در ۲۸ دسامبر ۲۰۰۰ است. او دانشجوی مؤسسه هنر سئول است.